# Lautereria dietzi
Lautereria dietzi är en insektsart som beskrevs av Young 1977. Lautereria dietzi ingår i släktet Lautereria och familjen dvärgstritar. Inga underarter finns listade i Catalogue of Life.